# Flughafen Urmia

i8
i11
i13
Der Flughafen Urmia ((IATA-Code: OMH, ICAO-Code: OITR)) ist der internationale Flughafen der iranischen Stadt Urmia (auch Urmieh, Uromiyeh genannt). Er liegt etwa 15 Kilometer nördlich der nordwest-iranischen Stadt in der Provinz West-Aserbaidschan unweit der türkischen und der irakischen Grenze. 
Er wird aus deutschsprachigen Ländern nicht direkt angeflogen, sondern via Flughafen Teheran-Mehrabad mit Iran Air. Bedingt durch die US-Sanktionen gegen Iran, legen Flüge der Iran Air mit Ziel Europa jedoch Tankstops in Urmia ein, wenn diese mit den älteren A300/A310 der Fluggesellschaft durchgeführt werden.

## Zwischenfälle
- Am 9. Januar 2006 stürzte eine Dassault Falcon 20E der Luftstreitkräfte der Iranischen Revolutionsgarde (15-2233) bei einer fehlgeschlagenen Notlandung auf einem Feld nahe dem Flughafen ab, nachdem die Triebwerke im Flug vereist waren. Zuvor hatte die Maschine mehrmals den Flughafen umkreist, da ein Fahrwerksproblem vermutet wurde und die Fluglotsen dessen Zustand vom Boden begutachten sollten. Bei dem Zwischenfall wurde der Oberbefehlshaber der Luftstreitkräfte der Iranischen Revolutionsgarden getötet (siehe auch Flugunfall einer Dassault Falcon der Iranischen Revolutionsgarde).
- Am 9. Januar 2011 wurde eine Boeing 727-286adv der Iran Air (Luftfahrzeugkennzeichen EP-IRP) aus Teheran kommend mit 105 Menschen an Bord nahe dem Flughafen Urmia in einen Berg geflogen. Sie befand sich bei schlechten Wetterbedingungen im Landeanflug, als die Crew durchstartete und das Flugzeug kurz darauf mit einem nahen Berghang kollidierte. Dabei kamen 78 der 105 Menschen an Bord ums Leben (siehe Iran-Air-Flug 277).[1]